# تشيت هانكس
تشيستر مارلون هانكس (من مواليد 4 أغسطس 1990) هو ممثل وموسيقي أمريكي. ابن الممثلين توم هانكس وريتا ويلسون، وهو معروف بأدواره المتكررة في مسلسل إمباير وشيمليس. ظهر هانكس أيضًا في دور جوي مالديني في مسلسل الدراما القانونية لشوتايم يور أونور .

## النشأة
تشيت هانكس هو الطفل الثالث لتوم هانكس، والطفل الأول الذي ولد لهانكس والممثلة ريتا ويلسون. درس المسرح في جامعة نورث وسترن.

## مسيرته المهنية

### التمثيل
بدأ هانكس مهنة التمثيل مع دوره الأول في دور دكستر في فيلم براتز2007. بعد فترة وجيزة، شارك في سلسلة من الأدوار السينمائية الصغيرة في أوائل عام 2010. من عام 2016 إلى عام 2018، ظهر هانكس في دور تشارلي، والد طفل شخصية سييرا مورتون، في النسخة الأمريكية من فيلم شيمليس . لعب دور مغني الراب بليك في دراما هيب هوب إمباير من 2018 إلى 2019. في عام 2020، كان له ظهور في فيلم الحرب العالمية الثانية سلوقي. ابتداءً من وقت لاحق من ذلك العام، قام بتمثيل جوي مالديني في مسلسل يور أونور.

### الموسيقى
في عام 2011، بينما كان طالبًا في جامعة نورث وسترن سجل تشيت هانكس أغنية يعنوان أبيض وبنفسجي "White and Purple" تحت الاسم المستعار تشيت هيز. كانت الأغنية عبارة عن ريمكس لأغنية ويز خليفة أسود وأصفر "Black and Yellow" مع تغيير كلمات الأغنية في إشارة إلى ألوان مدرسته.
شكل هانكس ودرو آرثر ثنائي موسيقي باسم FTRZ في عام 2016. قاموا باصدار أغنيتين ("Models" و "NowhereLand") في عام 2018 بالإضافة إلى Ocean Park EP.  وأصدرا أغنيتين في عام 2020، "Harley" و "Ticket Out My Head" بعد تغيير اسم الثنائي إلى شيء في الغرب Something Out West.

## الحياة الشخصية
هانكس لديه ابنة اسمها ميكا، ولدت في أبريل 2016 لحبيبته السابقة تيفاني مايلز. ينسب هانكس الفضل إلى ابنته ووالديه لمساعدته في التغلب على مشاكله مع المخدرات.

## روابط خارجية
- تشيت هانكس في قاعدة بيانات الأفلام على الإنترنت